# Andrenosoma valentinae
Andrenosoma valentinae là một loài ruồi trong họ Asilidae. Andrenosoma valentinae được Richter miêu tả năm 1985. Loài này phân bố ở vùng Cổ Bắc giới.